# Theridion praeclusum
Theridion praeclusum là một loài nhện trong họ Theridiidae.
Loài này thuộc chi Theridion. Theridion praeclusum được Albert Tullgren miêu tả năm 1910.